# Johannes Hürter
Pour les articles homonymes, voir Hurter.
Johannes Hürter, né le 17 décembre 1963 à Hambourg, est un historien allemand.

## Biographie
Hürter étudie l'historiographie, la germanistique et la musicologie à l'université de Heidelberg et à l'université de Mayence. Il soutient sa thèse de doctorat sur Wilhelm Groener en 1992 auprès de Winfried Baumgart. Il obtient la bourse de la fondation allemande pour la recherche et travaille pour la commission historique de l'Académie des sciences de Bavière, puis devient collaborateur scientifique de l'Office des Affaires étrangères à Bonn.
Hürter est collaborateur scientifique de l'Institut d'histoire contemporaine (IfZ) de Munich depuis août 1998. Il dirige les projets État démocratique et défi terroriste, vie privée et nazisme, la SS dans la société allemande. Il collabore aux Vierteljahrshefte für Zeitgeschichte. Sa thèse d'habilitation de 2005 porte sur Hitlers Heerführer, (Les dirigeants de l'armée d'Hitler). Sa thèse est recensée dans les revues historiques spécialisées mais également remarquée par la Frankfurter Allgemeine Zeitung, la Süddeutsche Zeitung et la Zeit comme un travail précurseur et riche.
Hürter enseigne comme professeur à l'université de Mayence. Ses thèmes de recherche principaux sont l'histoire militaire et l'histoire de l'Empire allemand, de la République de Weimar et du nazisme.

## Publications
Monographies
- Wilhelm Groener. Reichswehrminister am Ende der Weimarer Republik (1928–1932). Oldenbourg, Munich 1993,  (ISBN 3-486-55978-8).
- (avec Christian Hartmann und Ulrike Jureit) Verbrechen der Wehrmacht. Bilanz einer Debatte. C.H. Beck, Munich 2005,  (ISBN 3-40652-802-3).
- Hitlers Heerführer. Die deutschen Oberbefehlshaber im Krieg gegen die Sowjetunion 1941/42. Oldenbourg, Munich 2006,  (ISBN 978-3-486-58341-0).
- (avec Christian Hartmann, Peter Lieb, Dieter Pohl) Der deutsche Krieg im Osten 1941–1944. Facetten einer Grenzüberschreitung (= Quellen und Darstellungen zur Zeitgeschichte, Band 76). R. Oldenbourg Verlag, Munich 2009,  (ISBN 978-3-486-59138-5).

Comme éditeur
- Ein deutscher General an der Ostfront. Die Briefe und Tagebücher des Gotthard Heinrici 1941/42. Sutton, Erfurt 2001,  (ISBN 3-89702-307-5).
- (avec Christian Hartmann) Die hundert letzten Tage des zweiten Weltkrieges. Droemer, Munich 2005,  (ISBN 3-426-27356-X).
- Hans Rothfels und die deutsche Zeitgeschichte. Oldenbourg, Munich 2005,  (ISBN 3-486-57714-X).
- Avec Gian Enrico Rusconi: Der Kriegseintritt Italiens im Mai 1915. Oldenbourg, Munich 2007,  (ISBN 978-3-486-58278-9).
- Avec Gian Enrico Rusconi: Die bleiernen Jahre. Staat und Terrorismus in der Bundesrepublik Deutschland und Italien 1969–1982. Oldenbourg, Munich 2010,  (ISBN 978-3-486-59643-4).
- Notizen aus dem Vernichtungskrieg: Die Ostfront 1941/42 in den Aufzeichnungen des Generals Heinrici. Wissenschaftliche Buchgesellschaft 2016,  (ISBN 978-3534267699)[3].